# Jan Fidler
Jan Fidler (14. května 1927 Jindřichův Hradec – 8. května 2018 Praha) československý diplomat, vedoucí diplomatického protokolu ministerstva zahraničí, československý velvyslanec v Londýně.
Jan Fidler pracoval v diplomatických službách od roku 1962. V letech 1964–1968 jako velvyslanecký rada ve Švédsku, jako zástupce velvyslance v letech 1970–1975 ve Finsku a v letech 1980–1985 v Polsku. V období 1986–1987 pracoval jako vedoucí diplomatického protokolu tehdejšího Federálního ministerstva zahraničních věcí ČSFR a v roce 1987 byl jmenován velvyslancem ve Velké Británii, kde působil do roku 1989.